# Шеридан (округ, Монтана)
Округ Шеридан (англ. Sheridan County) располагается в штате Монтана, США. Официально образован в 1913 году. По состоянию на 2010 год, численность населения составляла 3 384 человека.

## География
По данным Бюро переписи США, общая площадь округа равняется 4 418,544 км2, из которых 4 343,434 км2 суша и 30,000 км2 или 1,740 % это водоёмы.

## Климат
Согласно системе классификации климатов Кёппена, в округе Шеридан преимущественно полузасушливый климат, который сокращенно обозначается на климатических картах аббревиатурой «BSk».

## Население
По данным переписи населения 2000 года в округе проживает 4 105 жителей в составе 1 741 домашних хозяйств и 1 140 семей. Плотность населения составляет 0,90 человек на км2. На территории округа насчитывается 2 167 жилых строений, при плотности застройки около 0,50-ти строений на км2. Расовый состав населения: белые — 97,00 %, афроамериканцы — 0,10 %, коренные американцы (индейцы) — 1,22 %, азиаты — 0,29 %, гавайцы — 0,02 %, представители других рас — 0,19 %, представители двух или более рас — 1,17 %. Испаноязычные составляли 1,07 % населения независимо от расы.
В составе 27,00 % из общего числа домашних хозяйств проживают дети в возрасте до 18 лет, 57,50 % домашних хозяйств представляют собой супружеские пары проживающие вместе, 4,80 % домашних хозяйств представляют собой одиноких женщин без супруга, 34,50 % домашних хозяйств не имеют отношения к семьям, 32,30 % домашних хозяйств состоят из одного человека, 16,60 % домашних хозяйств состоят из престарелых (65 лет и старше), проживающих в одиночестве. Средний размер домашнего хозяйства составляет 2,29 человека, и средний размер семьи 2,87 человека.
Возрастной состав округа: 22,90 % моложе 18 лет, 4,80 % от 18 до 24, 22,20 % от 25 до 44, 26,50 % от 45 до 64 и 26,50 % от 65 и старше. Средний возраст жителя округа 45 лет. На каждые 100 женщин приходится 98,70 мужчин. На каждые 100 женщин старше 18 лет приходится 96,80 мужчин.
Средний доход на домохозяйство в округе составлял 29 518 USD, на семью — 35 345 USD. Среднестатистический заработок мужчины был 23 053 USD против 20 112 USD для женщины. Доход на душу населения составлял 16 038 USD. Около 10,60 % семей и 14,70 % общего населения находились ниже черты бедности, в том числе — 16,40 % молодежи (тех, кому ещё не исполнилось 18 лет) и 15,80 % тех, кому было уже больше 65 лет.